# Tubeteika

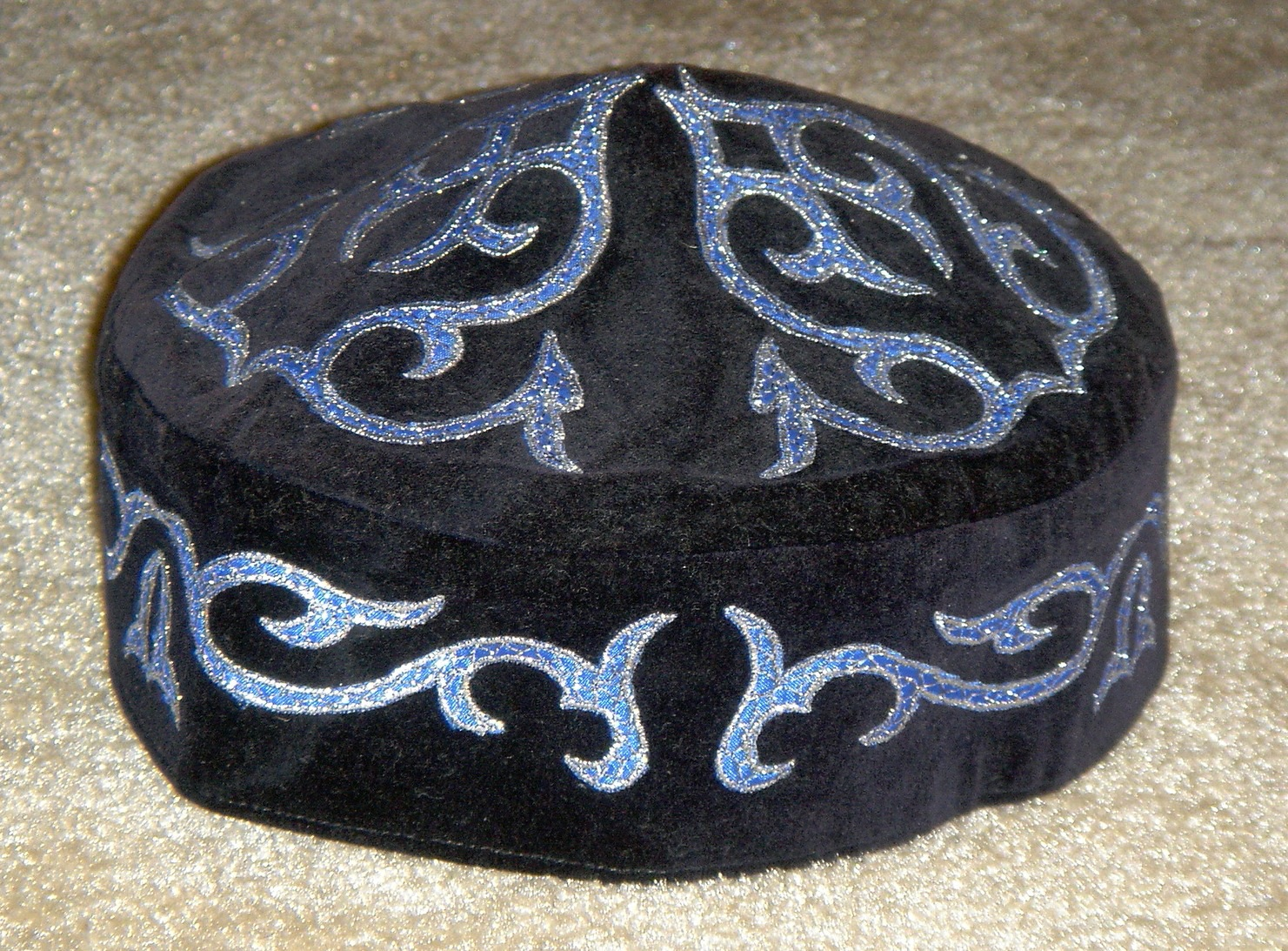
O tubeteika kazahă

Tubeteika (în rusă тюбете́йка) este un cuvânt rusesc pentru multe soiuri de coifuri tradiționale din Asia Centrală. Tubeteika este purtată astăzi în Tadjikistan, Kazahstan, Kârgâzstan și Uzbekistan, precum și în regiunile populate cu musulmani din Rusia (în special tătari) și în Azerbaidjan. Coifura purtată de uzbeci și de uiguri este numită doppa și are o bază pătrată. În perioada anilor 1940 și 1950, a fost o coifură populară în rândul copiilor din întreaga Uniune Sovietică. 
Tubeteika este purtată de obicei de grupurile etnice turcice din regiune. Are o asemănare superficială cu iurta, o altă icoană culturală din Asia Centrală. 
-Ka de la sfârșitul cuvântului este un sufix diminutival  rusesc, la fel ca și în cuvintele shapka, ushanka și budenovka. În limba turkmenă se numește tahiya (taqiyah). 

## Doppa
Doppa uzbecă sau duppi (în uzbecă doʻppi) este considerată o formă de artă aplicată și o parte importantă a costumului popular tradițional. Negre și cu o bază plată, pătrată în Chust, Uzbekistan, coifurile sunt realizate din broderie albă cu "patru arcuri" care reprezintă porțile impenetrabile care vor ține departe toți dușmanii, cu ardei arși împotriva ochilor răi; și se spune că migdalele simbolizează viața și fertilitatea".
De asemenea, există o tendință printre evreii sefarzi și evreii marocani de a purta tubeteika uzbecă ca pe o kippa (כִּיפָּה). 

## Galerie

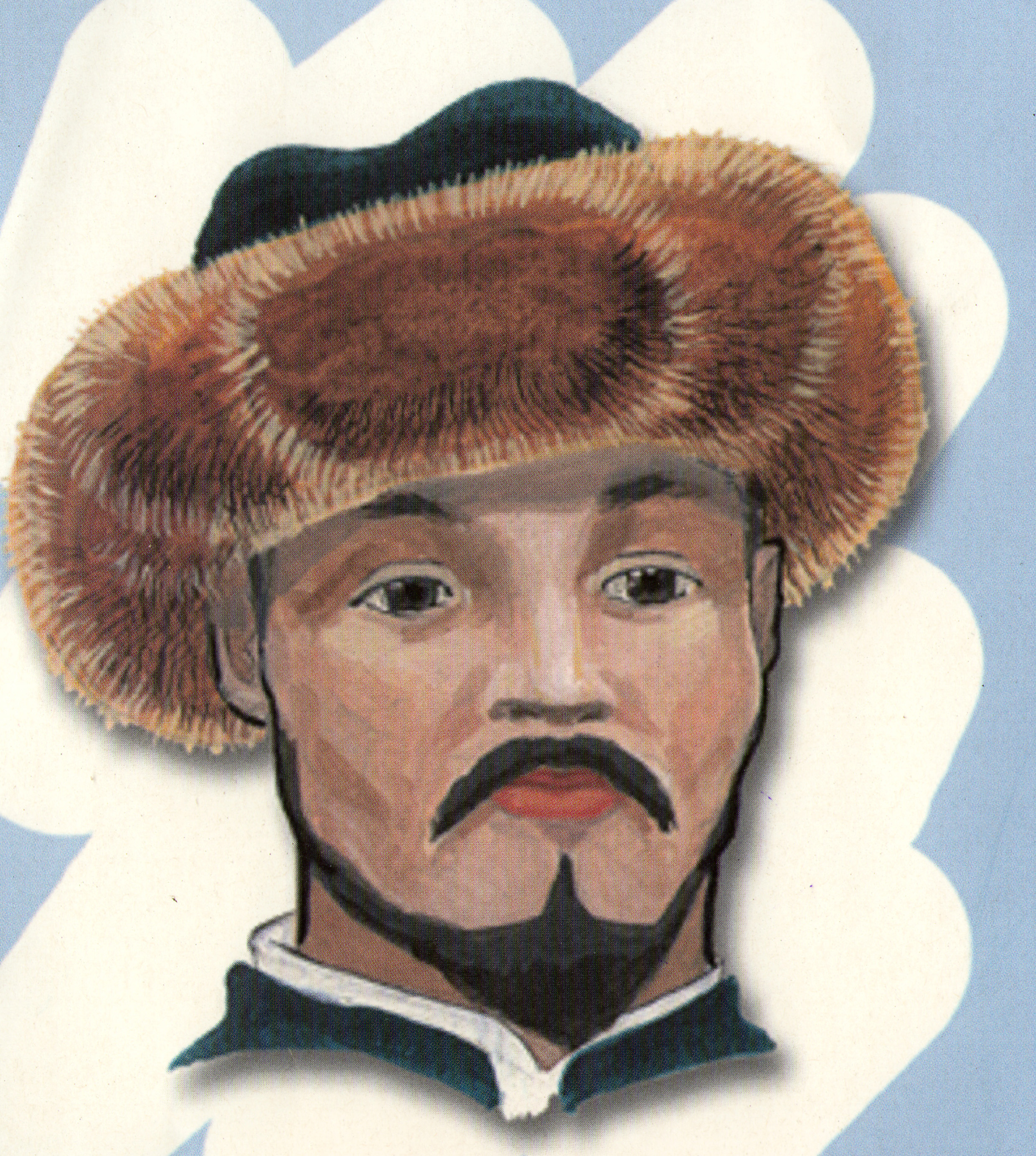
Un tebetey din Kârgâzstan
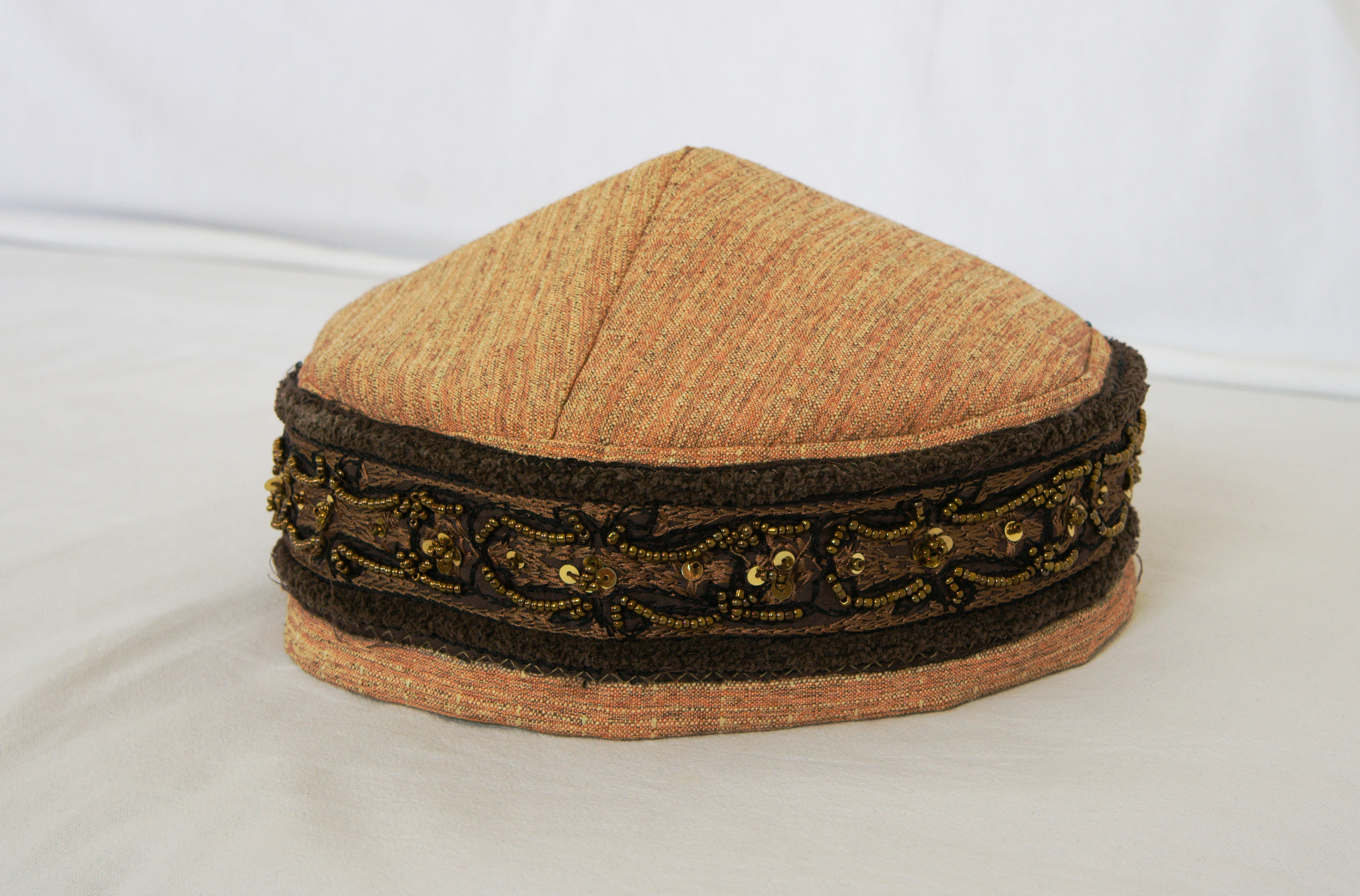
O tubeteika tătară din Crimeea
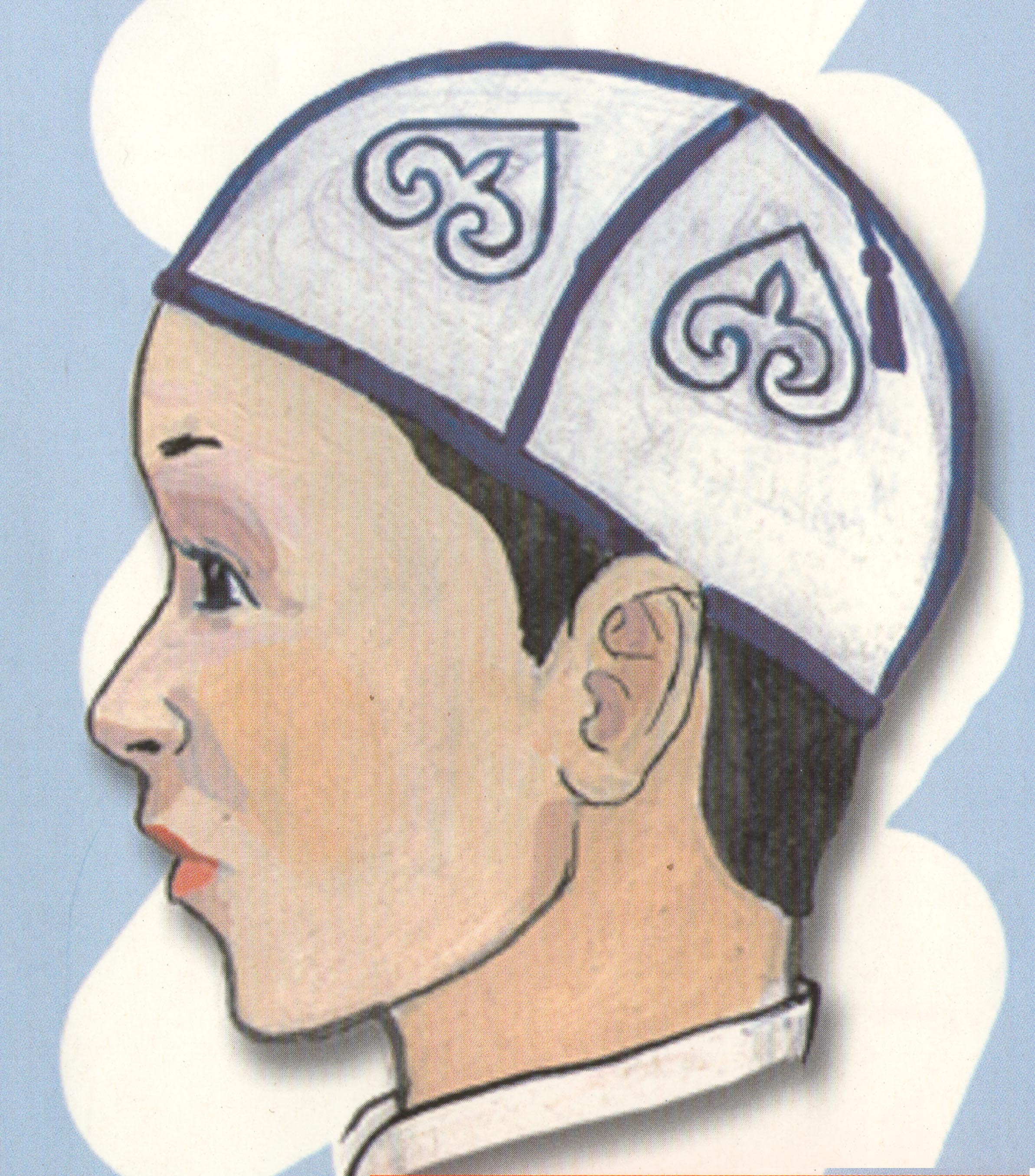
Un topy kirghiz
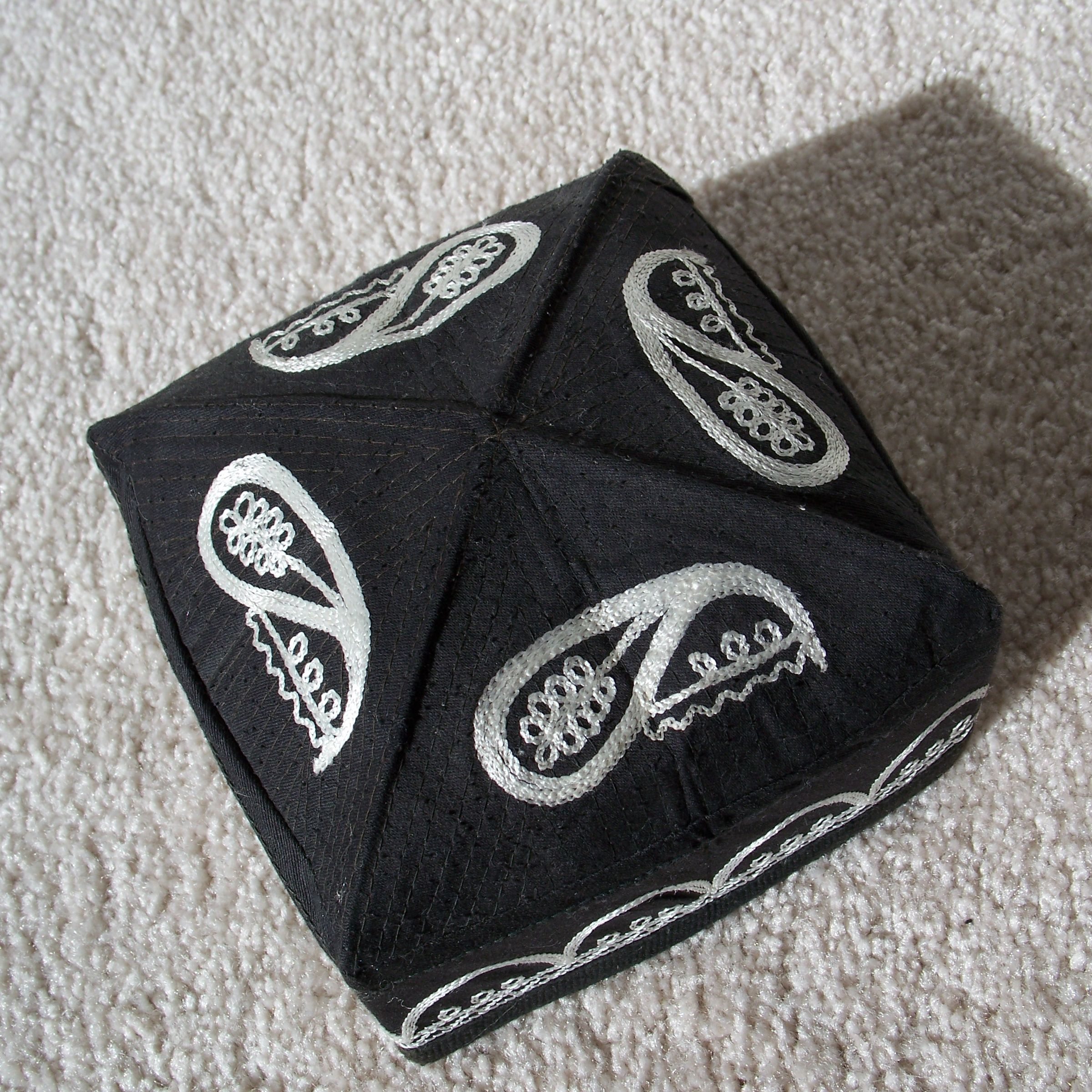
Un duppi uzbec